# St Ives Bay
St Ives Bay (korn. Cammas an Tewyn) – zatoka na Oceanie Atlantyckim w Wielkiej Brytanii, w Kornwalii. Jej szerokość wynosi ok. 6 km, od zachodu zamyka ją St Ives, od wschodu półwysep Godrevy. Do zatoki wpływa rzeka Hayle. Nad zatoką położone są miejscowości St Ives, Carbis Bay, Hayle i Lelant.

## Turystyka
Zatoka jest miejscem wypoczynku letniego z uwagi na liczne plaże i fale umożliwiające surfing. Wzdłuż zatoki prowadzi szlak turystyczny South West Coast Path. Zatoka jest uczęszczana przez obserwatorów ptaków. Miejsce jest łatwo osiągalne dzięki linii kolejowej St Ives Bay Line, biegnącej wzdłuż zachodniej części zatoki.